# Keeng Young Awards
Keeng Young Awards (KYA) là giải thưởng âm nhạc do Keeng và Imuzik đồng sáng lập nhằm tôn vinh các nghệ sĩ dưới 30 tuổi đạt được những thành tựu hay đóng góp âm nhạc trong năm. Giải thưởng được tổ chức trong 2 năm 2017 - 2018 rồi dừng tổ chức.

## Lịch sử
Năm 2017, để tôn vinh các nghệ sĩ trẻ dưới 30 tuổi đạt những thành tựu hay có đóng góp mang tính sáng tạo dẫn dắt xu hướng âm nhạc trong năm, mạng xã hội âm nhạc Keeng và dịch vụ nhạc chờ Imuzik (các sản phẩm của Tập đoàn Viễn thông Quân đội) tổ chức giải thưởng.
Giải thưởng Keeng Young Awards gồm 16 hạng mục giải thưởng, trong đó 3 giải thưởng danh giá nhất sẽ là 3 hợp đồng trị giá 500 triệu/1 giải thưởng để ca sỹ đầu tư sản xuất những sản phẩm âm nhạc chất lượng trong thời gian tới.
Bên cạnh đó, nếu một nghệ sĩ đạt hơn một giải thì giải thưởng vẫn sẽ trao tất cả cho người đó.
Danh sách đề cử của mỗi hạng mục được xác định bởi Top lượt nghe, xem, cài đặt nhạc chờ trên 2 hệ thống dịch vụ Keeng. Sau đó người dùng sẽ bình chọn ra Top 5 cho mỗi hạng mục giải thưởng. Cuối cùng từ Top 5, Hội đồng Nghệ thuật sẽ xét duyệt trên các tiêu chí khắt khe nhằm tìm ra những nghệ sỹ trẻ được trao giải.

## Các hạng mục
- Hạng mục giải chính: 
  - Nghệ sỹ xuất sắc nhất;
  - Ca khúc của năm;
  - MV của năm
- Hạng mục giải theo thể loại: 
  - Ca khúc nhạc Pop;
  - Ca khúc Rap/Hip-hop/R&B;
  - Ca khúc nhạc Dance;
  - Ca khúc nhạc phim;
  - Ca khúc nhạc Bolero;
  - Ca khúc phối hợp
- Hạng mục giải yêu thích:
  - Nam nghệ sỹ được yêu thích nhất;
  - Nữ nghệ sỹ được yêu thích nhất;
  - Nhóm nhạc được yêu thích nhất;
  - Nhạc sỹ có nhiều tác phẩm được yêu thích nhất;
  - TOP 10 bài hát nhạc chờ được yêu thích nhất
- Hạng mục giải khác: Hạng mục này sẽ tùy thuộc vào chủ đề mỗi năm mà BTC công bố.

Ngoài giải thưởng mang tính đánh giá khích lệ, Giải thưởng KYA còn có những giải thưởng vật chất để giúp các nghệ sĩ phát triển các sản phẩm chất lượng. Các nghệ sĩ đoạt giải thưởng chính còn nhận được hợp đồng sản xuất trị giá 500 triệu đồng/giải thưởng để đầu tư sản phẩm âm nhạc chất lượng trong năm sau.

## Hội đồng nghệ thuật
Hội đồng nghệ thuật bao gồm:
- Nhạc sỹ Anh Quân (2017-nay)
- Nhạc sỹ Huy Tuấn (2017-nay)
- Nhạc sỹ Phương Uyên (2017-nay)
- Nhà báo Diễm Quỳnh (2017-nay)
- Nhạc sỹ Hoài Sa (2017-nay)
- Nhạc sỹ Lưu Thiên Hương (2017-nay)
- Nhạc sỹ Hồ Hoài Anh (2017-nay)
- Nhạc sỹ Dương Khắc Linh (2017-nay)
- Nhà báo Quỳnh Nguyễn (2017-nay)
- Ca sĩ Thu Minh (2018-nay)
- Ông Võ Thanh Hải (Giám đốc Công ty Truyền thông Viettel - Đại diện Ban tổ chức) (2017-nay).

## Đề cử và bình chọn
Sẽ có 10 đề cử ở mỗi hạng mục được cộng đồng mạng và người hâm mộ bình chọn để lựa chọn ra 5 đề cử. Sau đó 5 đề cử này sẽ được Hội đồng nghệ thuật chọn tác phẩm hay nghệ sĩ theo hình thức bỏ phiếu kín mà họ cho là xuất sắc nhất.
Riêng hạng mục được yêu thích nhất sẽ hoàn toàn phụ thuộc vào lượt bình chọn của cộng đồng mạng.
Ngoài ra, mỗi năm KYA sẽ có một hạng mục theo chủ đề được trao cho nghệ sĩ thích hợp với chủ đề đó.

## Kết quả chung cuộc

### Năm 2017
Lần đầu tiên được tổ chức, Keeng Young Awards 2017 chọn chủ đề Âm nhạc thử thách. Sau gần một tháng bình chọn từ ngày 19 tháng 12 năm 2017 đến ngày 13 tháng 1 năm 2018, lễ trao giải đã được tổ chức ngày 16 tháng 1 năm 2018 tại Grand Platinum, White Palace, Thành phố Hồ Chí Minh. Trong lễ trao giải, sự vắng mặt của nhiều nghệ sĩ trẻ có ảnh hưởng tới giới trẻ dẫn đến phần trao giải diễn ra ngượng ngùng.
Soobin Hoàng Sơn đã lập hattrick với 3 giải thưởng là Ca khúc của năm với Xin đừng lặng im và Nghệ sĩ xuất sắc, còn lại là một giải trong hệ thống giải phụ: Nghệ sĩ được yêu thích nhất 2017.
| Hạng mục                                          | Đoạt giải                                |
| ------------------------------------------------- | ---------------------------------------- |
| Hạng mục giải thưởng chính                        |                                          |
| 1. Nghệ sĩ xuất sắc nhất                          | Soobin Hoàng Sơn                         |
| 2. Ca khúc của năm                                | Xin đừng lặng im - Soobin Hoàng Sơn      |
| 3. Music Video của năm                            | Bao giờ lấy chồng - Bích Phương          |
| Hạng mục giải thưởng theo thể loại                |                                          |
| 4. Ca khúc nhạc Pop                               | Chờ nhau nhé - Suni Hạ Linh, Erik        |
| 5. Ca khúc Rap/Hiphop/R&B                         | Đi theo ánh mặt trời - Đen, Giang Nguyễn |
| 6. Ca khúc nhạc Dance                             | Yêu 5 - Rhymastic                        |
| 7. Ca khúc nhạc phim                              | Cô gái ngày hôm qua - Vũ Cát Tường       |
| 8. Ca khúc nhạc Bolero                            | Con đường xưa em đi - Hồ Việt Trung      |
| 9. Ca khúc phối hợp                               | Có em chờ - Min, Mr.A                    |
| Hạng mục giải thưởng yêu thích                    |                                          |
| 10. Nam ca sĩ được yêu thích                      | Sơn Tùng M-TP                            |
| 11. Nữ ca sĩ được yêu thích                       | Đông Nhi                                 |
| 12. Nhóm ca được yêu thích nhất                   | LIME                                     |
| 13. Nhạc sĩ có nhiều tác phẩm được yêu thích nhất | Vũ Cát Tường                             |
| 14. TOP 10 bài hát nhạc chờ được yêu thích nhất   |                                          |
| Hạng mục giải thưởng khác                         |                                          |
| 15. Nghệ sĩ truyền cảm hứng                       | Nguyễn Thanh Bình                        |
| 16. Nghệ sĩ tài năng trẻ                          | Ali Hoàng Dương                          |

### Năm 2018
Lễ trao giải Keeng Young Awards 2018 diễn ra ngày 3 tháng 1 năm 2019 tại Nhà hát Quân đội, TP. HCM
Thị trường âm nhạc Việt Nam năm 2018 chuyển mình đầy màu sắc, chính vì vậy, Keeng Young Awards lựa chọn chủ đề là Sự thay đổi (Change) để cùng các nghệ sĩ truyền tải thông điệp mang cảm hứng tích cực, lạc quan về những gì đã trải qua.
Kết thúc lễ trao giải, nghệ sĩ chiến thắng nhiều hạng mục nhất thuộc về nữ ca sĩ Vũ Cát Tường với 4 giải thưởng.
| Hạng mục                                          | Đoạt giải                                      |
| ------------------------------------------------- | ---------------------------------------------- |
| Hạng mục giải thưởng chính                        |                                                |
| 1. Nghệ sĩ xuất sắc nhất                          | Đông Nhi                                       |
| 2. Ca khúc của năm                                | Bùa yêu - Bích Phương                          |
| 3. Music Video của năm                            | Bùa yêu - Bích Phương                          |
| 4. Album của năm                                  | Stardom - Vũ Cát Tường                         |
| Hạng mục giải thưởng theo thể loại                |                                                |
| 4. Ca khúc nhạc Pop                               | Không giữ được em - Ali Hoàng Dương            |
| 5. Ca khúc Rap/Hiphop/R&B                         | Anh đếch cần gì ngoài em - Đen, Vũ, Thành Đồng |
| 6. Ca khúc nhạc Dance                             | Xin lỗi anh quá phiền - Đông Nhi               |
| 7. Ca khúc nhạc phim                              | Nụ hôn đánh rơi - Hoàng Yến Chibi              |
| 8. Ca khúc nhạc trữ tình, quê hương               | Nhà em ở lưng đồi - Thùy Chi                   |
| 9. Ca khúc phối hợp                               |                                                |
| Hạng mục giải thưởng yêu thích                    |                                                |
| 10. Nam ca sĩ được yêu thích                      | Soobin Hoàng Sơn                               |
| 11. Nữ ca sĩ được yêu thích                       | Vũ Cát Tường                                   |
| 12. DJ/Producer được yêu thích                    | Silver7                                        |
| 13. Nhạc sĩ có nhiều tác phẩm được yêu thích nhất | Vũ Cát Tường                                   |
| 14. TOP 3 bài hát nhạc chờ được yêu thích nhất    | Bảo Anh, Erik, Osad                            |
| 15. Nhóm nhạc được yêu thích nhất                 | Uni5                                           |
| Hạng mục giải thưởng khác                         |                                                |
| 16. Nghệ sĩ mới của năm                           | Bùi Lan Hương                                  |
| 17. Đạo diễn MV của năm                           | Ứng Duy Kiên                                   |
| 18. Nghệ sĩ của sự đổi mới                        | Vũ Cát Tường                                   |
| 19. Nhạc sĩ phối khí của năm                      | Khắc Hưng                                      |